# Zeemagazijn Delfshaven
Het Zeemagazijn van Delfshaven is een voormalig pakhuis van de VOC-Kamer Delft dat gebouwd werd in 1672. Het werd gebruikt voor de opslag van scheeps- en werfbenodigdheden. In 1747 werd het na een brand herbouwd. In 2017 werd het gerestaureerd en sindsdien heeft het een woon- en kantoorfunctie.

## Geschiedenis
Rond 1600 was Delfshaven vooral in gebruik door de Delftse haringvloot en gerelateerde activiteiten. Als gevolg van de uitbreiding daarvan werd haaks op de Achterhaven de Buizenwaal gegraven, waar de haringbuizen in de winter veilig afgemeerd konden worden.
Het driehoekige gebied dat zo ontstond tussen de Achterhaven, de Rotterdamse Dijk (de huidige Havenstraat) en de Buizenwaal werd begin 16e eeuw langzaam volgebouwd met scheepswerven, huizen, schuren en loodsen. Ook de VOC-Kamer Delft droeg daar aan bij. Zij had voor haar handelsvloot een scheepswerf nodig, en ook pakhuizen voor de opslag van werfbenodigdheden en materialen en proviand voor de schepen. Handelswaar werd opgeslagen in pakhuizen in Delft zelf, waaronder vanaf 1653 het Oost-Indisch Pakhuis. De Kamer Delft huurde en kocht in de loop der tijd alle bebouwing vanaf de Buizenwaal tot aan de Langedijkstraat op om een aaneengesloten terrein te verkrijgen dat aan de westkant aansloot op de Achterhaven. In 1705 was dat gelukt.

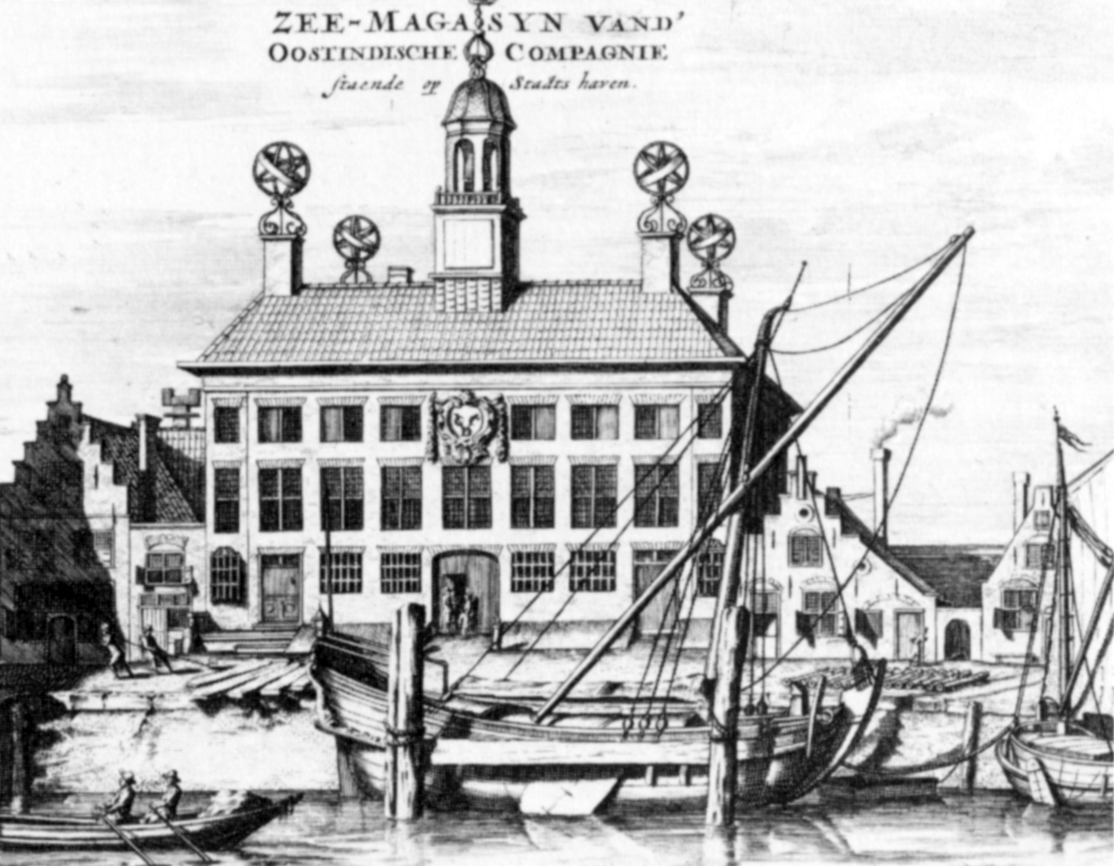
Het Zeemagazijn in 1675.

Omstreeks 1670 was het plan opgevat voor een groot representatief gebouw aan de Achterhaven: het Zee-Magasijn. In 1672 kwam dit gereed. Doordat bij de bouw gebruik werd gemaakt van al bestaande bebouwing kreeg het een onregelmatig karakter, waar echter door de symmetrische voorgevel aan de buitenkant niets van te zien was. Ook functioneel was het gebouw asymmetrisch. De noordelijke zijde was ingericht als woon-, kantoor- en vergaderruimte, de zuidelijke als opslag- en verwerkingsruimte, elk met eigen entrees. Door het midden liep vanaf de hoofdingang een 'doorreed' naar de scheepswerf aan de achterzijde. De hijsinstallatie kon hierdoor binnenin het gebouw worden aangebracht. Om het gebouw verder het aanzien van een stadspaleis te geven werden op de vier hoeken van het dak sierschoorstenen geplaatst met opengewerkte wereldbollen erop en centraal op het dak een klokkenkoepel. Boven de hoofdingang was een rijkversierde gevelsteen met het VOCD logo van de VOC-Kamer Delft. Het ging in deze jaren goed met de VOC en met Delfshaven, terwijl Delft juist een economische neergang doormaakte. De werf en het zeemagazijn boden begin 18e eeuw werk aan ruim honderd timmerlieden, smeden, andere ambachtslieden en sjouwers. Aan het eind van de 18e eeuw was dat aantal gestegen tot honderdzestig. In haar bestaan heeft de Kamer Delft op de werf 111 schepen gebouwd, meer dan het zestiende deel waar Delft volgens de verdeelsleutel van de VOC recht op had. Het eerste schip, de Eendracht, voer uit in 1602 in de vloot van Wybrand van Warwijck. De grootste klasse retourschepen werden niet gebouwd omdat die vanuit Delfshaven de zee niet konden bereiken.

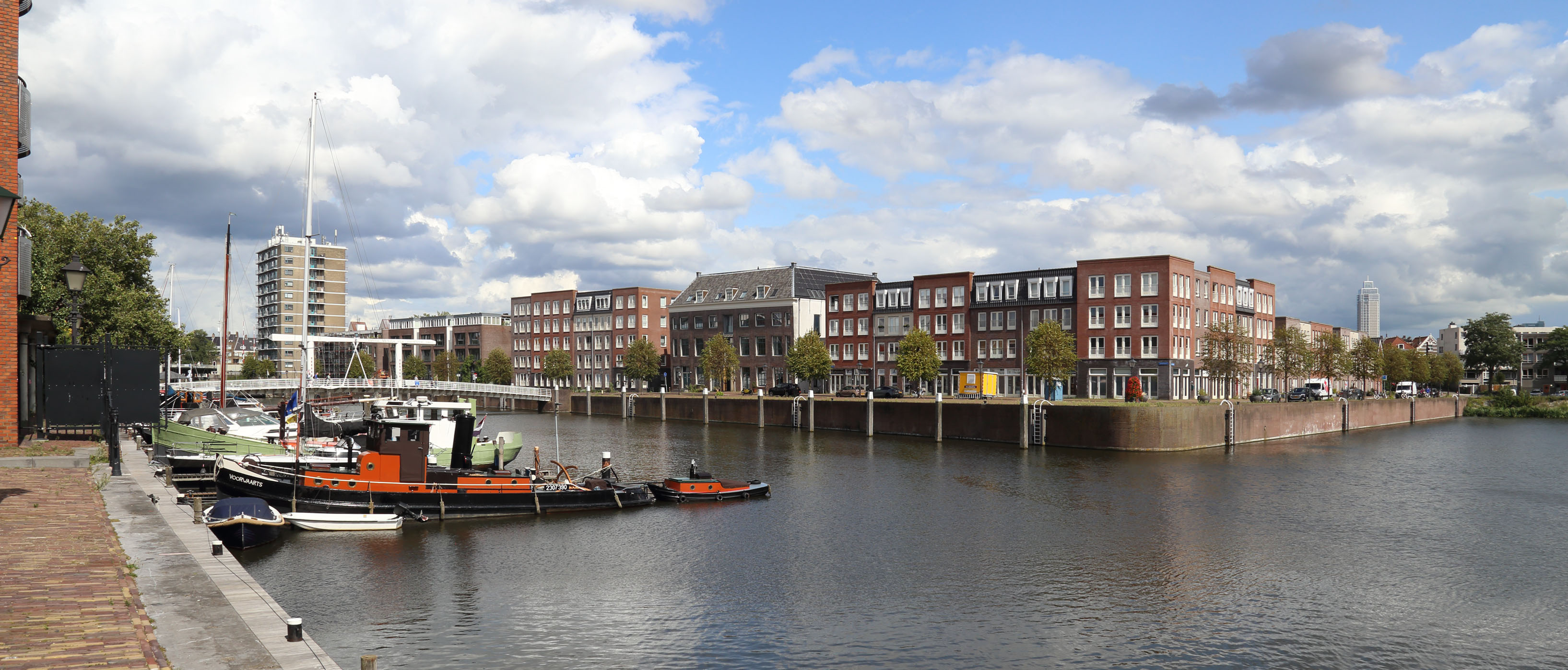
De Achterhaven en de Buizenwaal.

Op 13 september 1746 brandde het Zeemagazijn grotendeels af, waarbij vermoedelijk niet of weinig geblust is vanwege ontploffingsgevaar. Alleen de muren van de benedenverdieping bleven overeind staan. Voor de herbouw werd toestemming van de Heren XVII verkregen, maar met een beperkt budget van 40.000 gulden. Uiteindelijk liepen de kosten op tot 58.000 gulden. Het nieuwe gebouw kreeg dezelfde fysieke en functionele indeling als het oude, maar in eenvoudiger uitvoering. De sierschoorstenen kwamen niet terug. Wel de klokkenkoepel en de gevelsteen, zij het in een veel simpeler versie, met het VOCD-logo en het jaartal 1747 erop. Op de stoep werd een smeedijzeren hekje geplaatst, ook met het VOCD-logo.

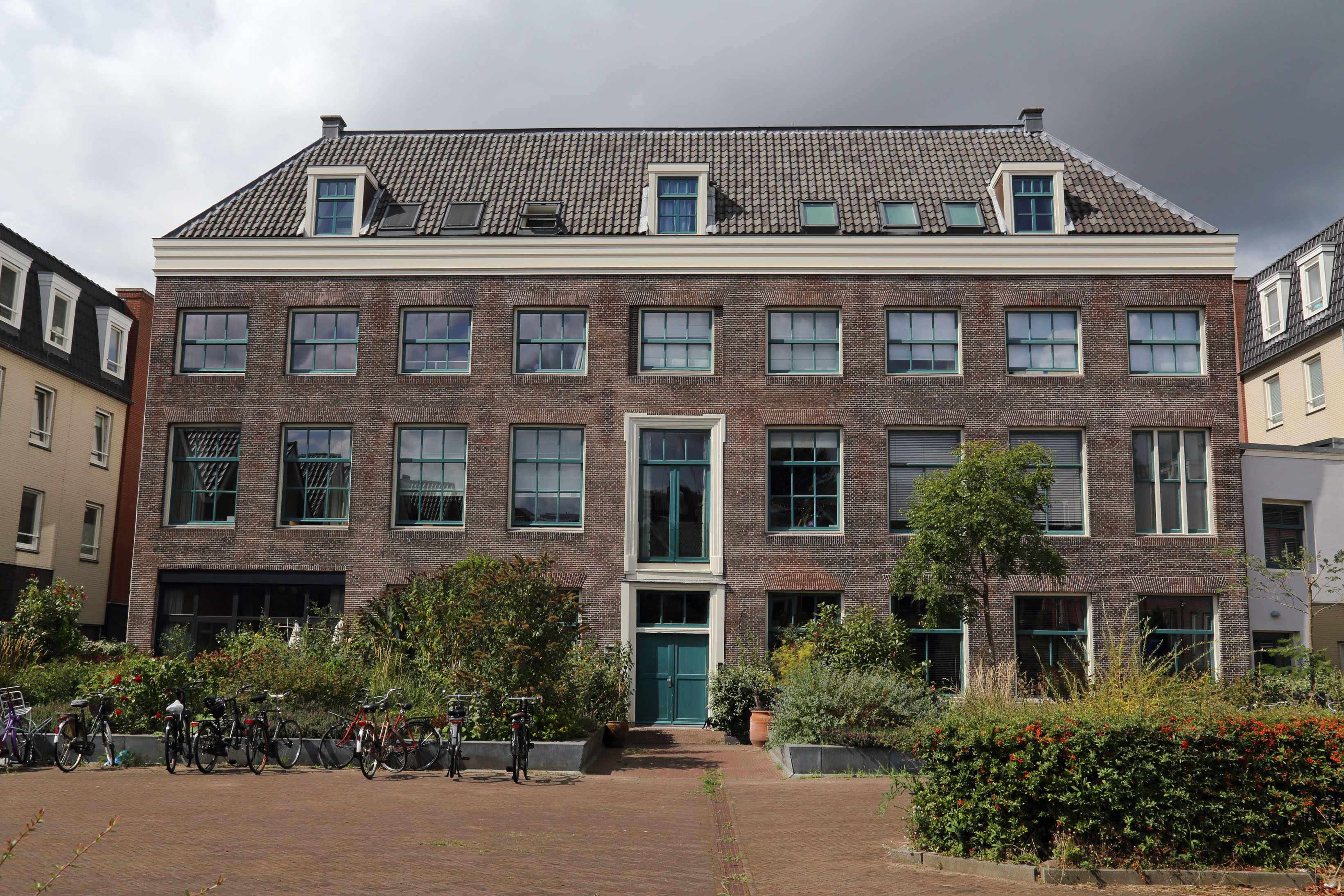
De achterkant van het Zeemagazijn.

Na het faillissement van de VOC in 1795 ging het Zeemagazijn over naar de staat. Het was korte tijd een verblijfplaats voor invaliden en werd vanaf 1813 samen met de scheepswerf gebruikt door de marine. In 1850 werd de marinewerf opgeheven en werd het gebouw verkocht aan particulieren. Het heeft daarna dienst gedaan als magazijn en fabriek van onder andere het Akzo-concern en maakte diverse verbouwingen door. Hierbij zijn de klokkenkoepel en de gevelsteen verdwenen. De laatste werd vervangen door hijsluiken en een takel, en later weer door een gewoon raam. Het hekje op de stoep werd vernield door vandalen. Het werd later vervangen door een replica, maar zonder de D in het logo.
Het Zeemagazijn is een rijksmonument. In 2017 werd het gerestaureerd. Vanwege de jarenlange leegstand en verval en de onmogelijkheid een maatschappelijk-culturele functie te vinden kreeg het gebouw een woon- en kantoorbestemming. De historische indeling van het gebouw bleef grotendeels intact. De 18e-eeuwse gevels zijn gehandhaafd en grotendeels voorzien van nieuwe ramen. Ook diverse historische interieuronderdelen zijn behouden gebleven, waaronder de monumentale haard, een bedstede en diverse trappen.

## Galerij

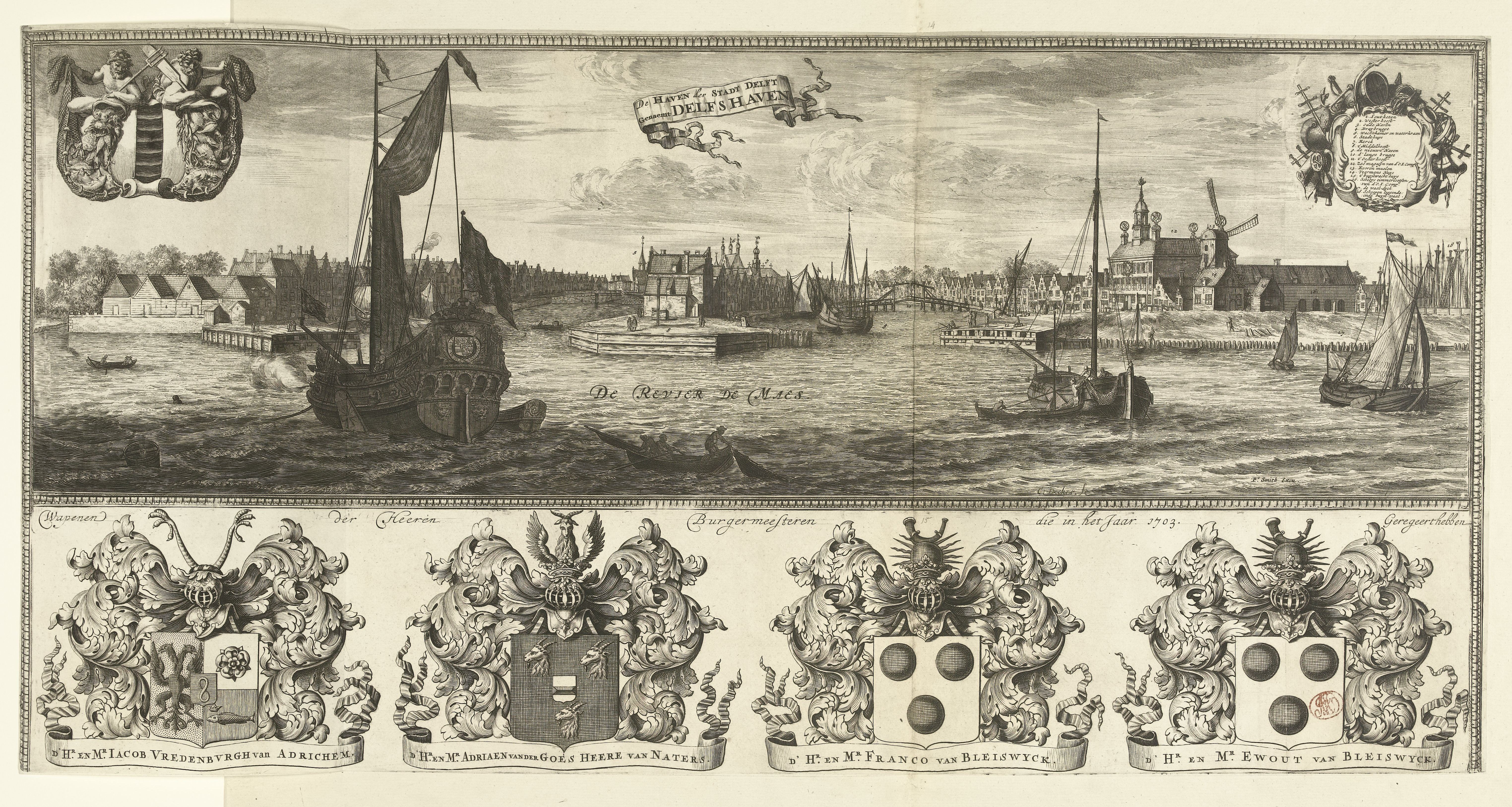
Delfshaven en het Zeemagazijn in 1703.
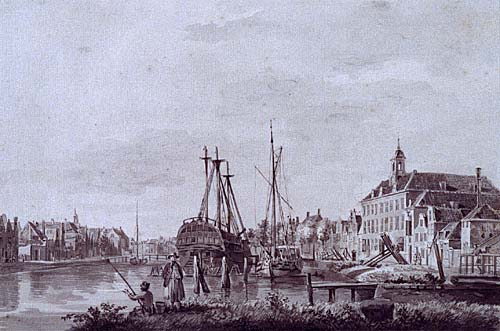
Het Zeemagazijn in 1779.
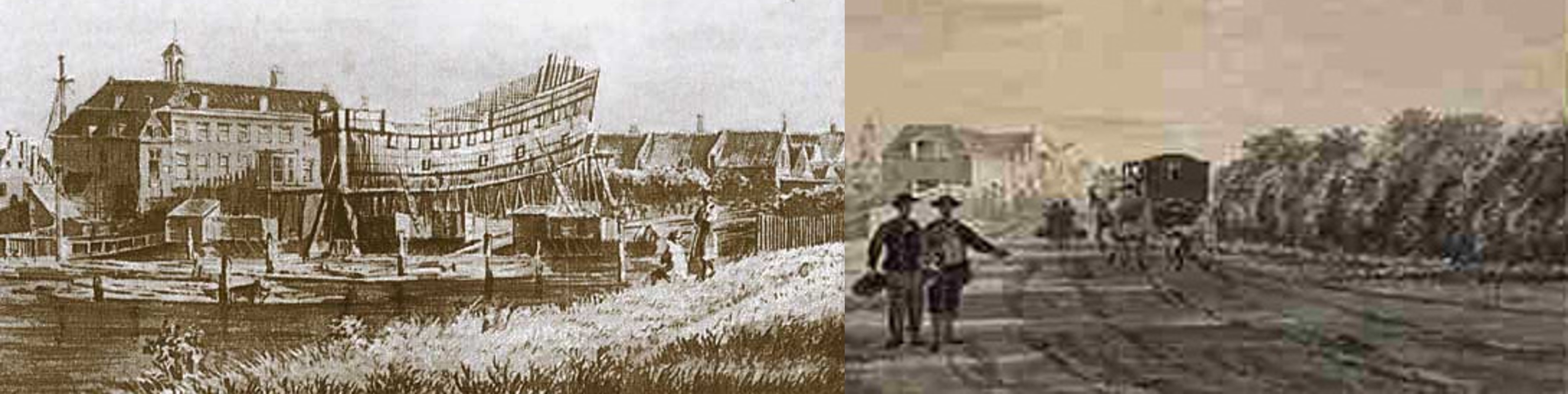
De scheepswerf achter het Zeemagazijn.
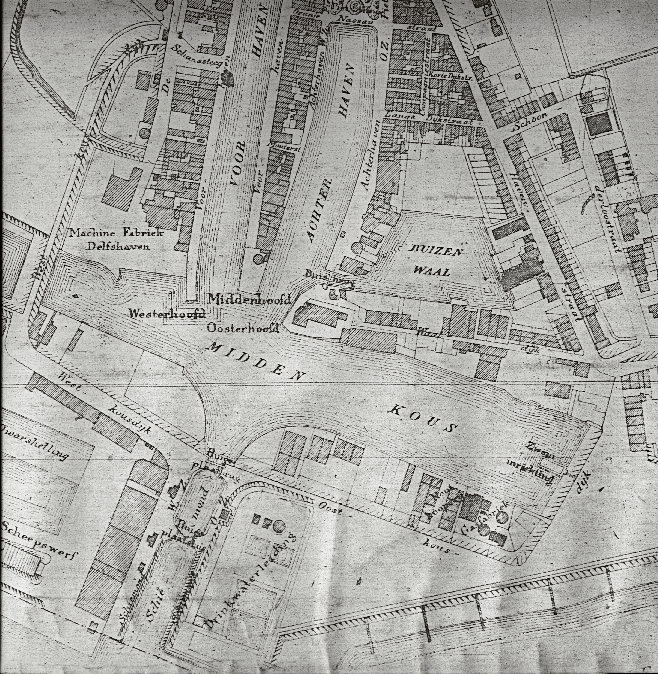
Situatie in 1903.
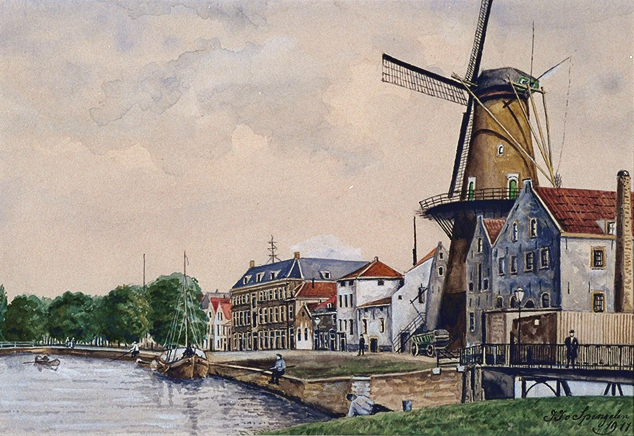
De Achterhaven met het Zeemagazijn en de korenmolen de Waakzaamheid in 1911.
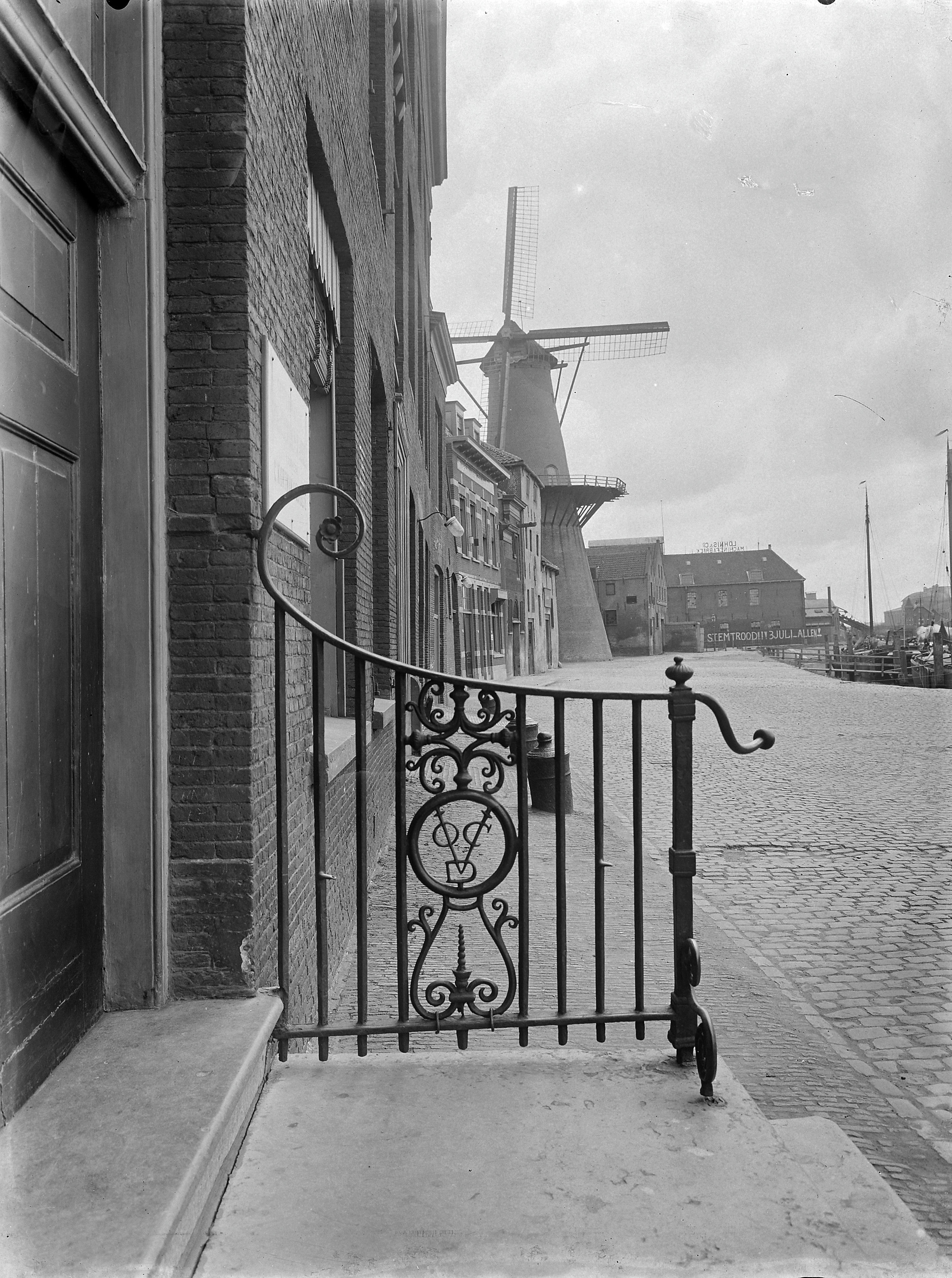
Het originele stoephek met VOCD-logo.
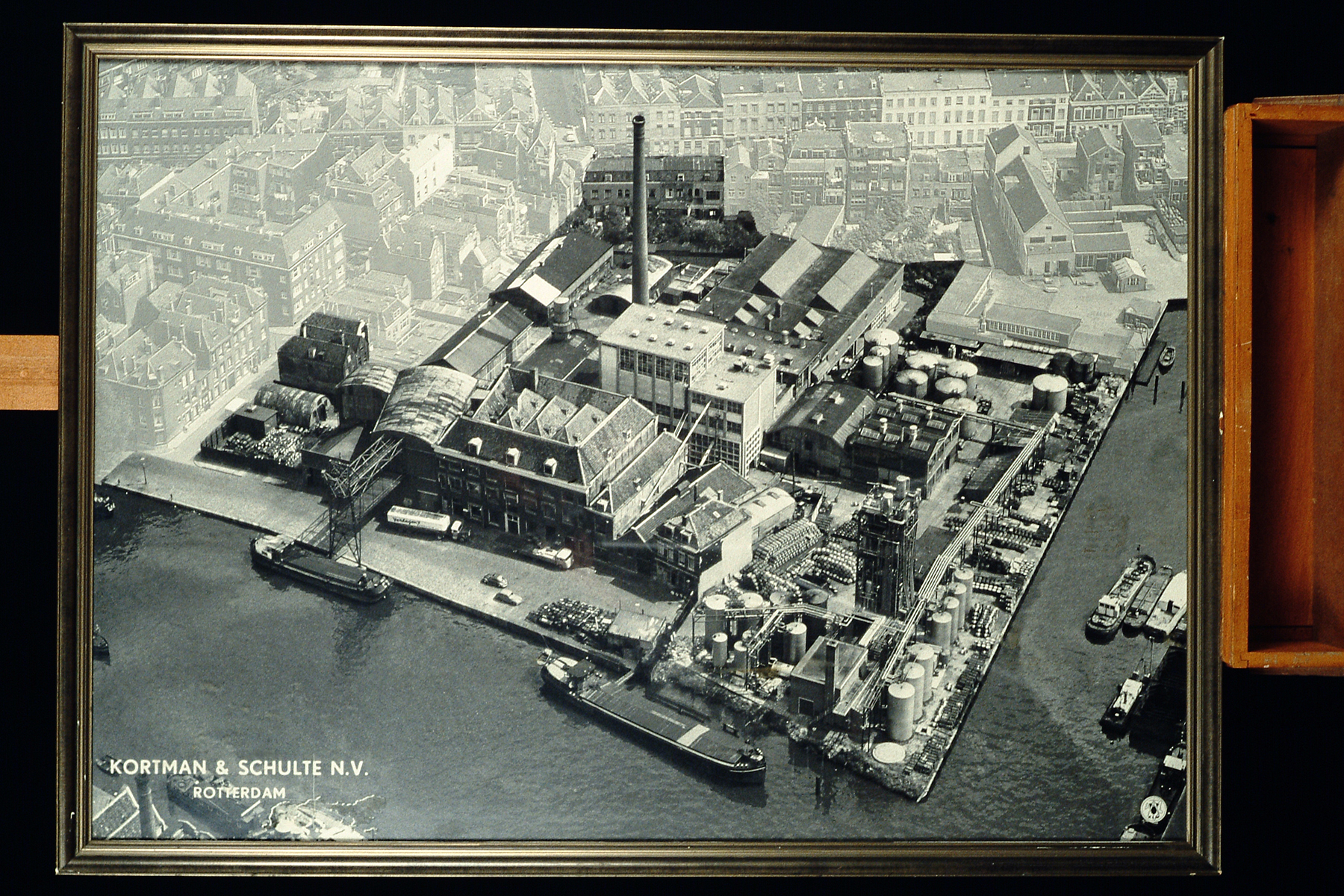
Akzo Delfshaven rond 1965.
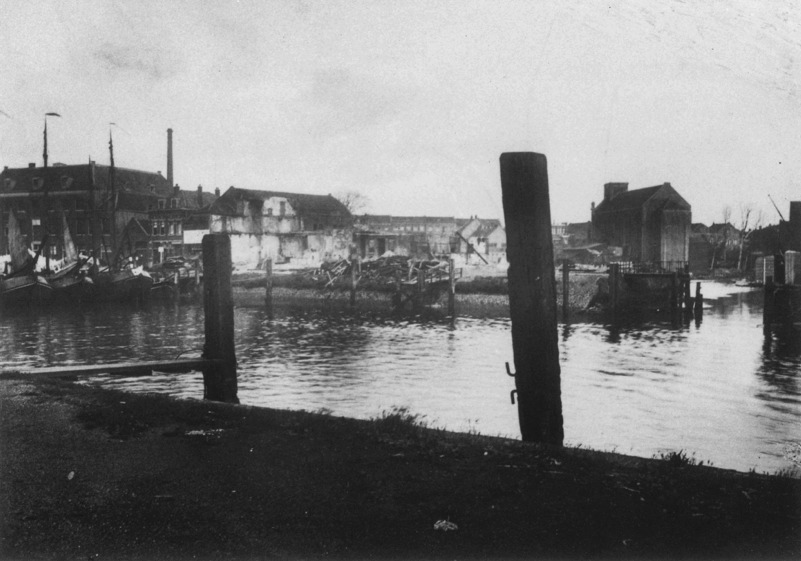
Achterhaven, Buizenwaal en het Zeemagazijn in 1929.
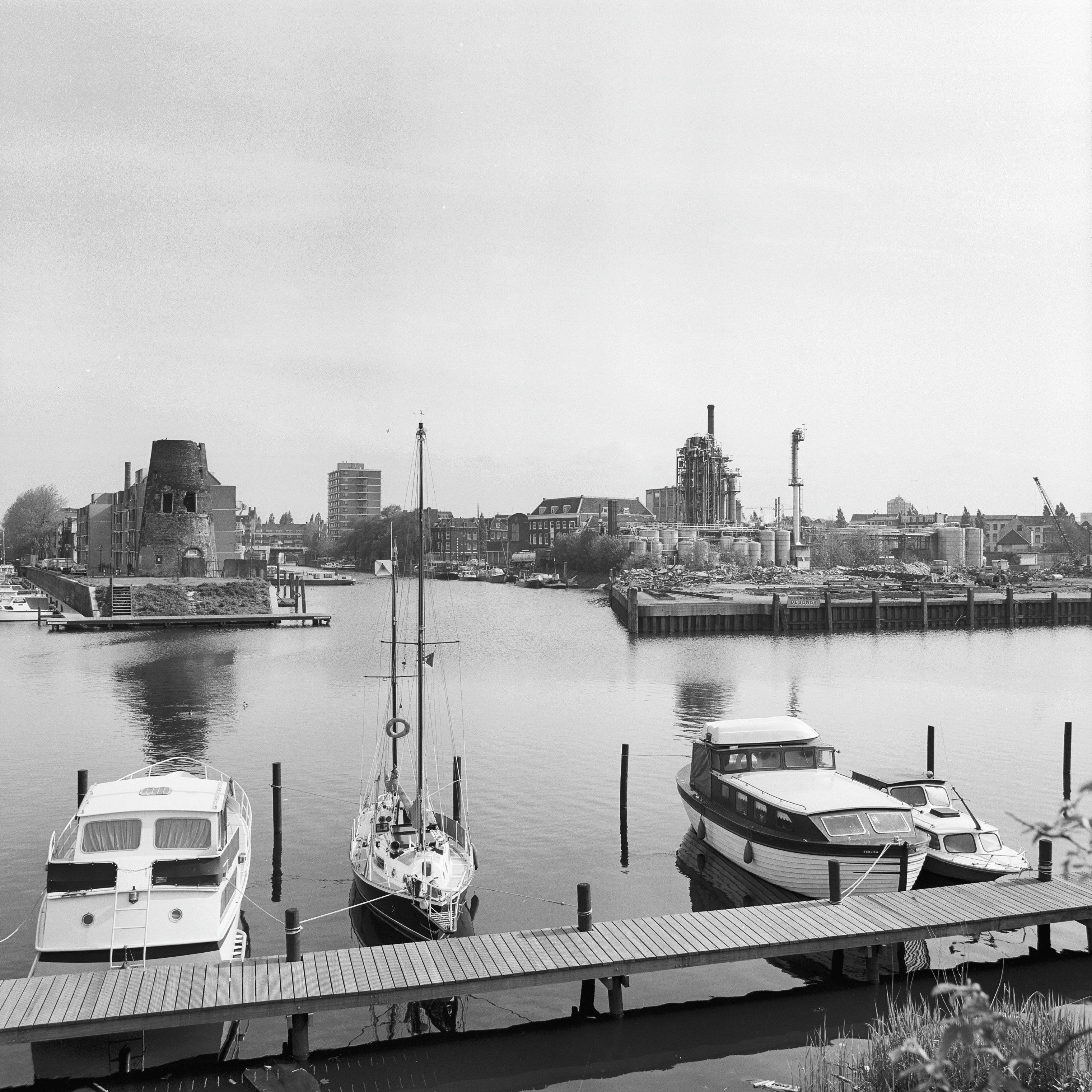
Het Zeemagazijn in 1983.
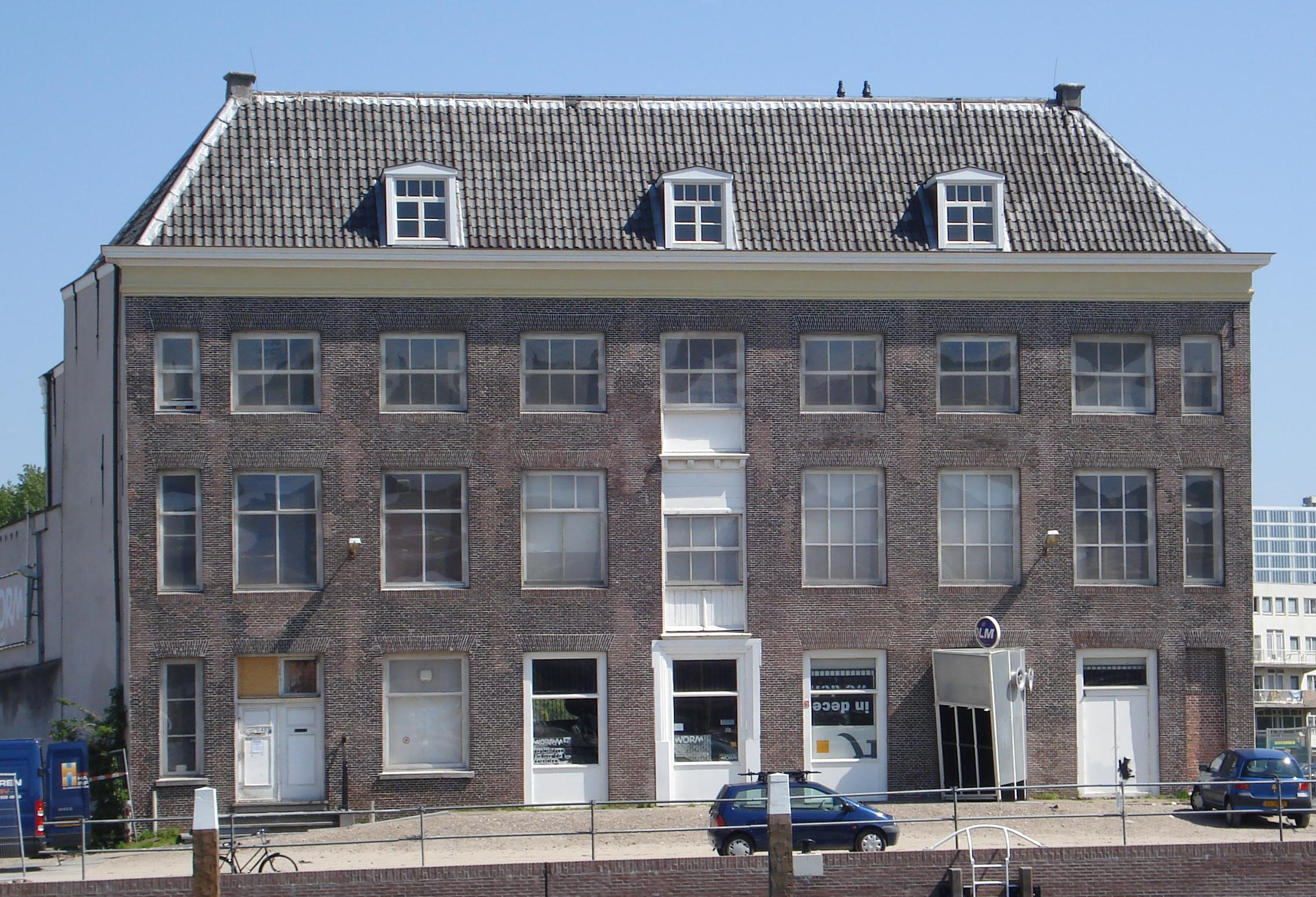
Het Zeemagazijn rond 2009.
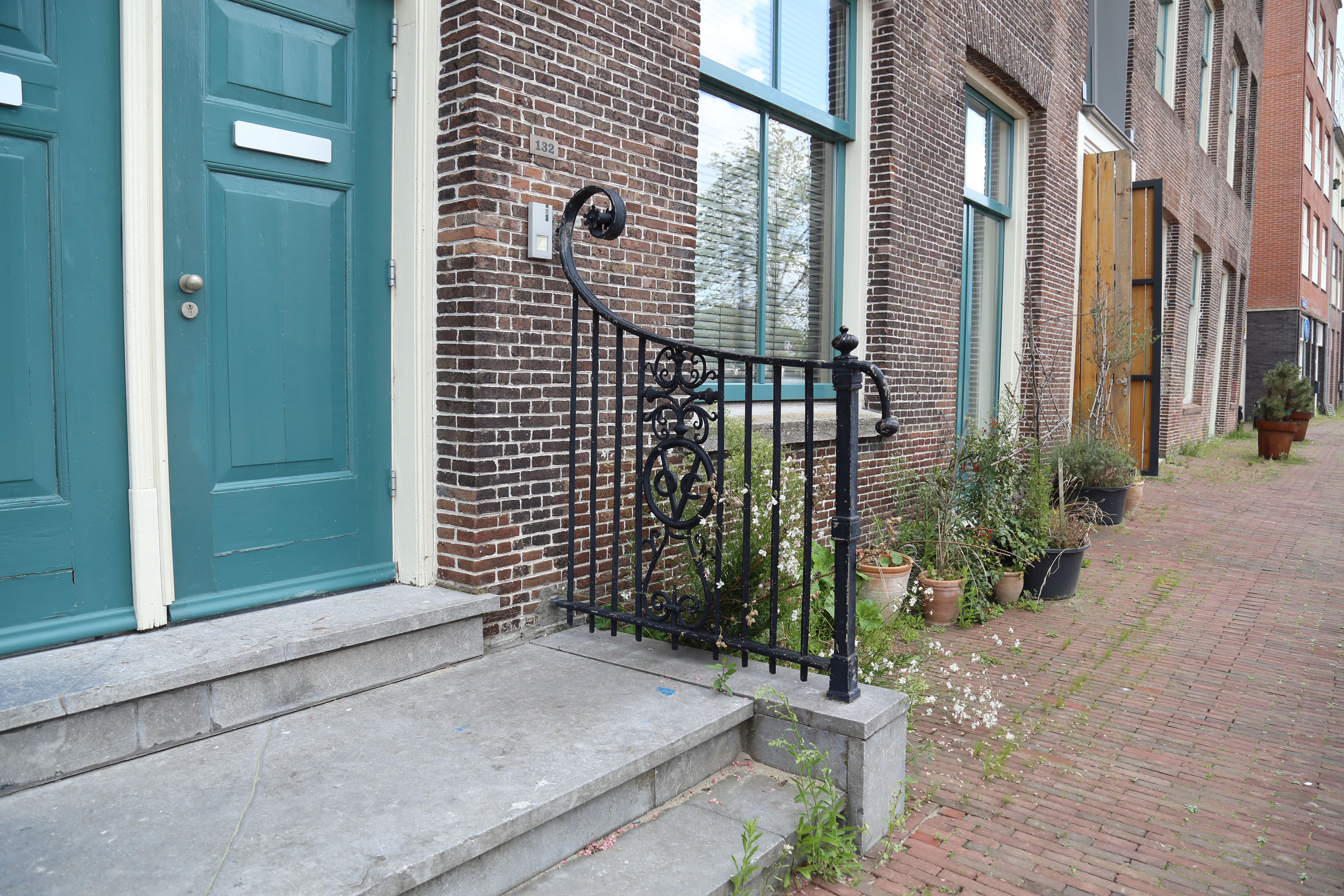
Het hekje na de restauratie.
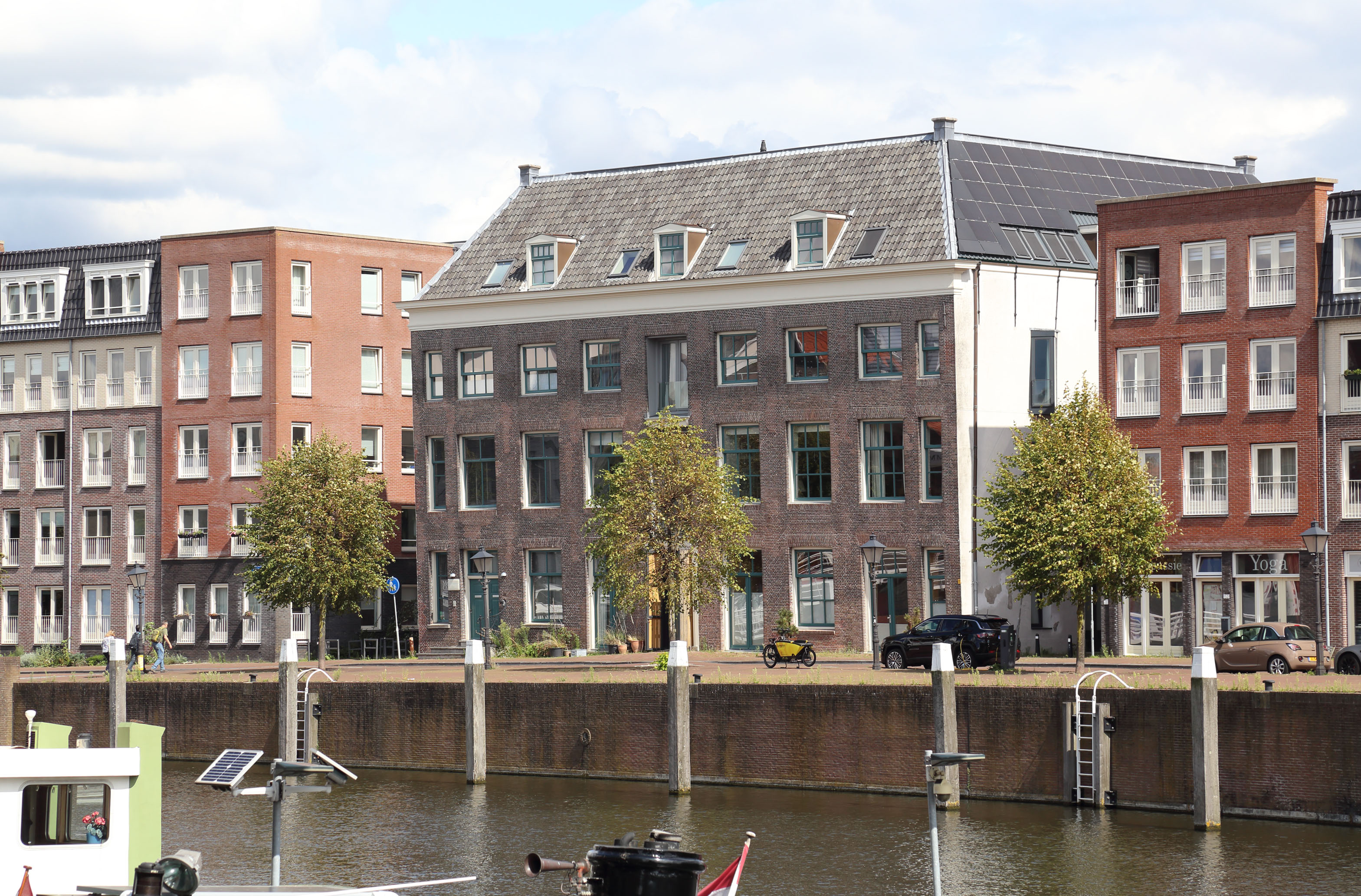
Het Zeemagazijn vanaf de overkant van de Achterhaven.